# Monasterio de Treskavec
El Monasterio de Treskavec, en  macedonio: Манастир Трескавец, o Santa Bogorodica, es un monasterio situado en el rocoso monte Zlatovrv, a 8 km al norte de Prilep, en el norte de  Macedonia. Construido en el siglo XII, actualmente tiene un solo monje.
El monasterio posee una gran colección de frescos bizantinos. Los más antiguos que se conservan datan del siglo XV.
Fue reconstruido en el siglo XIV por los reyes serbios Esteban Uroš II Milutin y Esteban Dušan. A mediados del siglo XVI fue renovado por Knez Dimitrije Pepić (m. 1566) de  Kratovo.
El monasterio fue destruido en gran parte por un incendio a principios de 2010, aunque la iglesia permaneció intacta. La reconstrucción  está en la última fase, y se espera que se abra en la Pascua Ortodoxa de este año.
El monasterio fue el lugar de enterramiento de los nobles serbios Dabihiv Čihorić y Gradislav Borilović.

## Galería

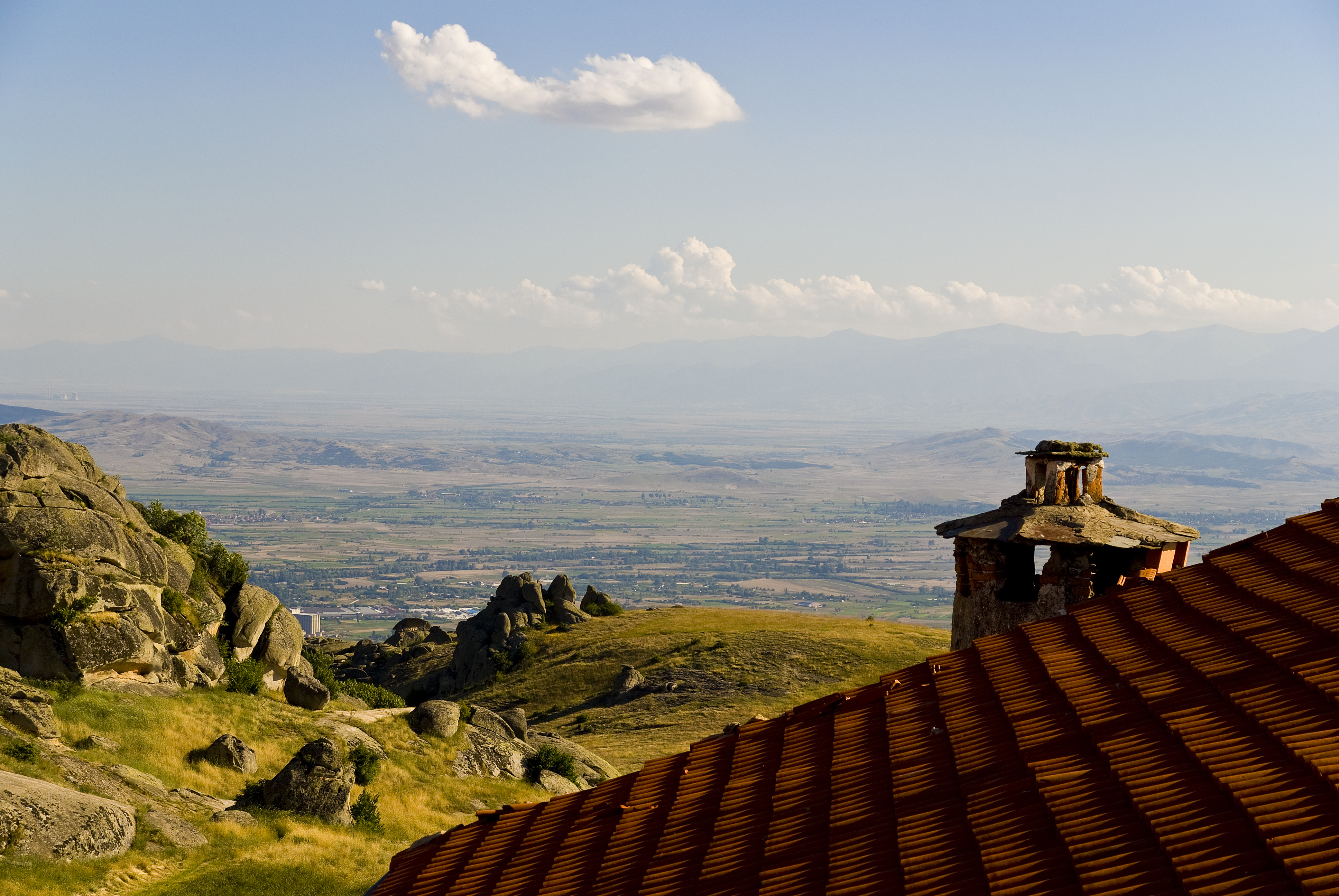
Vista desde la cima de Treskavec
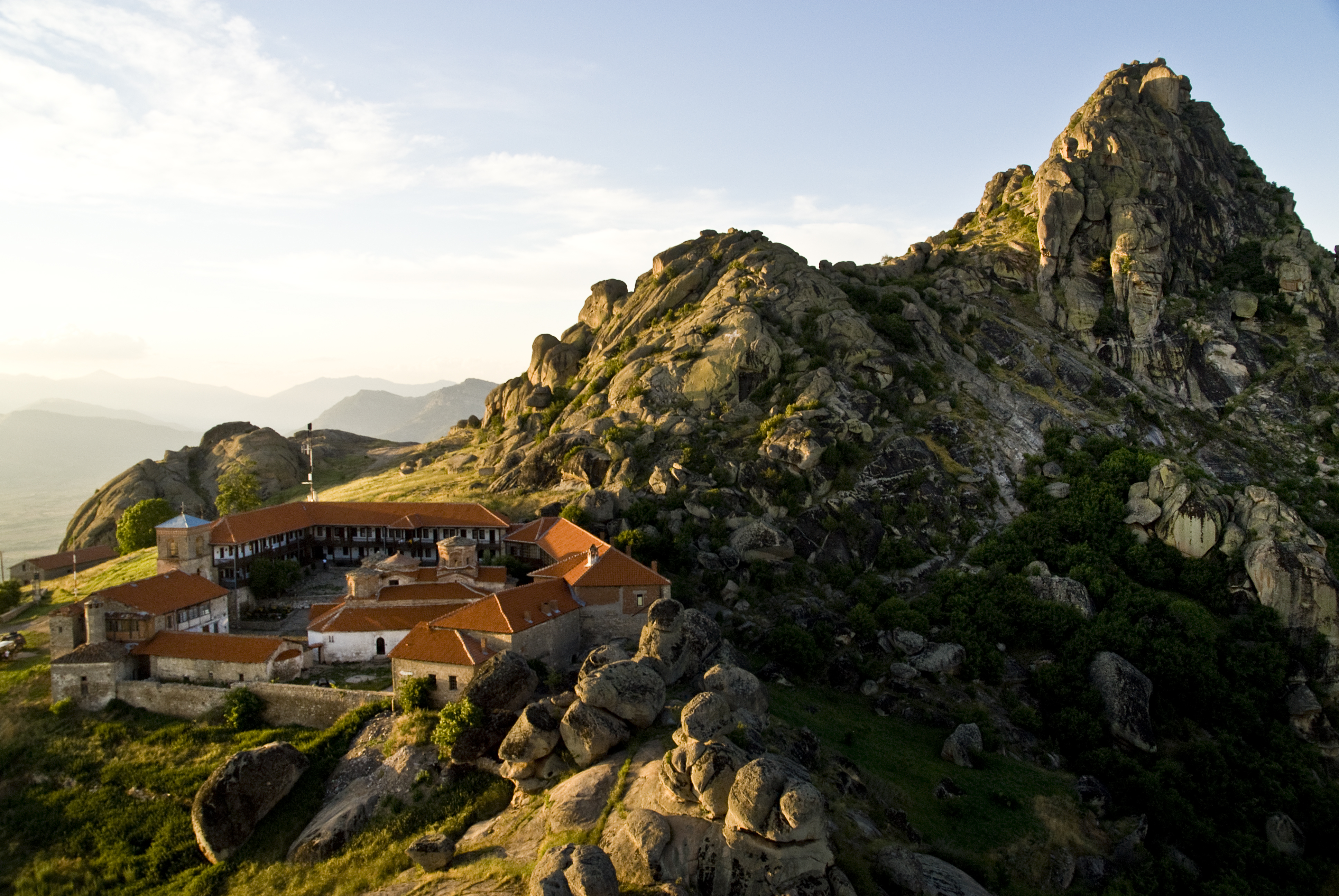
Treskavec y alrededores
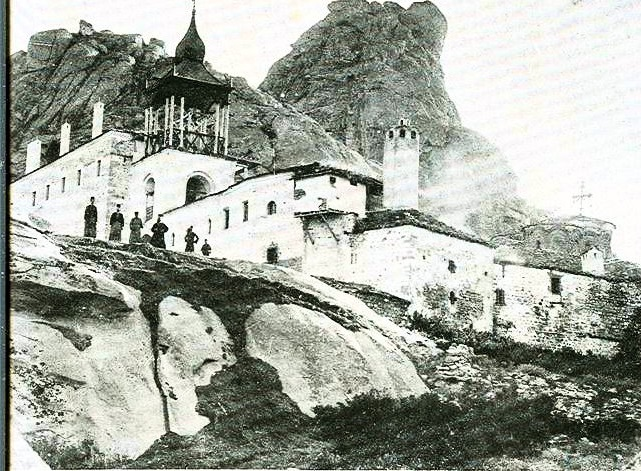
Monasterio de Treskavec a principios de 1900
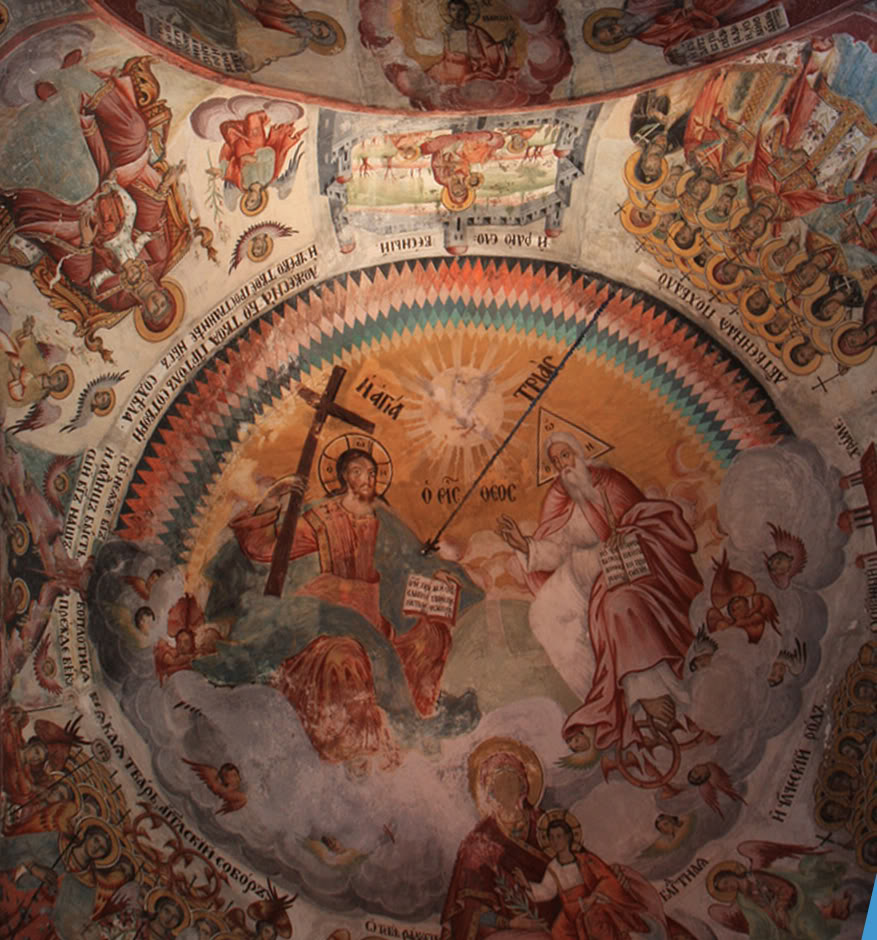
Domo dentro de la iglesia
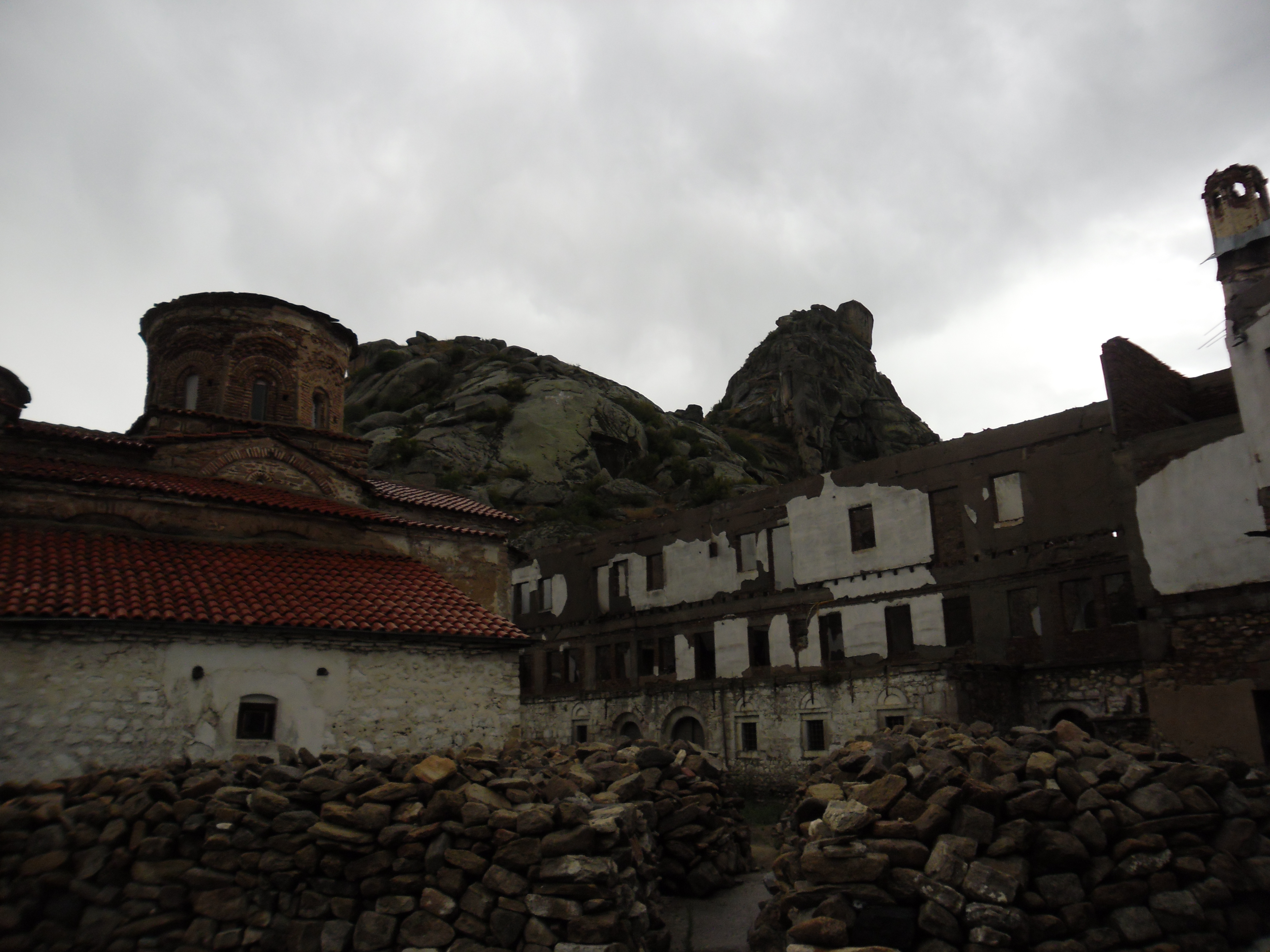
Monasterio de Treskavets a partir de agosto de 2015